# Heartworm
Heartworm ist das zweite Studioalbum der irischen Band Whipping Boy. Es erschien im November 1995 bei Columbia Records.

## Geschichte
Nach den Aufnahmen zum Vorgänger Submarine zog sich die Band in einen Proberaum in Dublin zurück, um den Großteil der Songs für Heartworm zu schreiben. Warner finanzierte der Band die Demoaufnahmen des Songs We Don’t Need Nobody Else, waren aber nicht an einer weiteren Zusammenarbeit interessiert, nachdem ihnen das Ergebnis vorlag. Anschließend gelangte der Song zu Sony und man entschied sich dort zur Finanzierung weiterer Demoaufnahmen. Letztendlich waren sowohl Sony als auch EMI stark daran interessiert, Whipping Boy unter Vertrag zu nehmen. Die entschieden sich für einen Vertrag mit Sony und wählten Warne Livesey als Produzenten und Lou Giordano für die Abmischung aus. Die Aufnahmen fanden von September bis November 1994 in den Windmill Lane Studios in Dublin statt. Mit dem Ergebnis waren sowohl die Band als auch Sony vollkommen zufrieden.
Dem Album war kein kommerzieller Erfolg vergönnt. Die erste Singleveröffentlichung Twinkle erreichte Platz 55 in den britischen Singlecharts, konnte sich aber lediglich eine Woche darin halten. Die zweite Single, We Don’t Need Nobody Else, erreichte Platz 51 und verschwand ebenfalls nach nur einer Woche wieder aus den Charts. Die dritte Single, When We Were Young, war insgesamt zwei Wochen in den Charts platziert. Sie kam in die Top 50, aber nicht über Platz 46 hinaus.

## Titelliste
1. Twinkle – 5:02
2. When We Were Young – 2:50
3. Tripped – 3:45
4. The Honeymoon Is Over – 3:37
5. We Don’t Need Nobody Else – 4:16
6. Blinded – 3:54
7. Personality – 4:28
8. Users – 3:53
9. Fiction – 3:24
10. Morning Rise – 4:50
11. A Natural – 3:41

## Kritiken
Auf der Webseite von Allmusic bekam das Album 4,5 von 5 Sternen. Es wurde als „so […] gut, so beunruhigend und gefährlich, dennoch wunderschön und bewegend“ beschrieben.

## Chartplatzierungen
Heartworm erreichte die irischen Charts erstmals 2021.
| ChartsChartplatzierungen | Höchstplatzierung | Wochen |
| ------------------------ | ----------------- | ------ |
| Irland (IRMA)            | 4 (2 Wo.)         | 2      |